# Rajd Dolnośląski 1999
13. Zimowy Rajd Dolnośląski 1999 – 13. edycja Zimowego Rajdu Dolnośląskiego. Był to rajd samochodowy rozgrywany od 19 do 20 lutego 1999 roku. Była to pierwsza runda Rajdowych Samochodowych Mistrzostw Polski w roku 1999. Rajd składał się z dwudziestu trzech odcinków specjalnych (trzy odcinki anulowano).

## Wyniki końcowe rajdu[1]
| Miejsce | Kierowca            | Pilot              | Samochód                  | Czas      | Strata   | Grupa Klasa |
| ------- | ------------------- | ------------------ | ------------------------- | --------- | -------- | ----------- |
| 1       | Krzysztof Hołowczyc | Jean-Marc Fortin   | Subaru Impreza WRC S4 '98 | 2:03:22.6 | -        | A8          |
| 2       | Janusz Kulig        | Jarosław Baran     | Ford Escort WRC           | 2:06:41.2 | +3:18.6  | A8          |
| 3       | Leszek Kuzaj        | Artur Skorupa      | Toyota Celica GT-Four     | 2:10:05.5 | +6:42.9  | A8          |
| 4       | Robert Gryczyński   | Tadeusz Burkacki   | Toyota Corolla WRC        | 2:10:21.7 | +6:59.1  | A8          |
| 5       | Zbigniew Stec       | Robert Bromke      | Mitsubishi Lancer Evo V   | 2:13:23.0 | +10:00.4 | N4          |
| 6       | Paweł Dytko         | Tomasz Dytko       | Mitsubishi Lancer Evo IV  | 2:13:40.8 | +10:18.2 | N4          |
| 7       | Robert Herba        | Jacek Rathe        | Mitsubishi Lancer Evo V   | 2:14:09.8 | +10:47.2 | N4          |
| 8       | Wiesław Stec        | Maciej Maciejewski | Mitsubishi Lancer Evo III | 2:15:14.2 | +11:51.6 | A8          |
| 9       | Marek Gieruszczak   | Marek Skrobot      | Toyota Celica Turbo 4WD   | 2:17:35.7 | +14:13.1 | A8          |
| 10      | Roman Kresta        | Jan Tománek        | Škoda Felicia Kit Car     | 2:18:23.7 | +15:01.1 | A6          |
| 11      | Jan Kościuszko      | Janusz Bronikowski | Mitsubishi Lancer Evo IV  | 2:20:24.7 | +17:02.1 | A8          |

1. ↑  Nieliczony w klasyfikacji RSMP